# Cyriacus fra Ancona
Cyriacus fra Ancona (også kendt som Ciriaco d'Ancona eller Ciriaco Pizzecolli; født 1391 i Ancona, død 1452 i Cremona) var en italiensk rejsende, humanist og epigrafiker. Han kaldes "arkæologiens fader" (pater antiquitatis). Ifølge Cyriacus selv var hans mission var at redde oldtidsminder, der var i fare for at forsvinde.
Han var autodidakt med stor lærdom. Han var blandt de tidligste renæssancehumanister, der personligt studerede de fysiske rester af den græske og romerske verden; og han var den første lærde, der genopdagede den græske oldtids berømte steder som Parthenon og Delfi, et at de fire store kultcentre i det gamle Grækenland. Cyriacus besøgte også Egypten, hvor han så pyramidekomplekset med sfinksen ved Giza.
På sine mange rejser til Italien, Dalmatien, Grækenland, Lilleasien og Egypten udarbejdede Cyriacus detaljerede beskrivelser af fortidsminder ledsaget af illustrationer, som han selv udførte. Han førte en detaljeret dagbog, Commentaria, hvori han også noterede de mange steder, han besøgte, samt de betydningsfulde personer, han mødte. Han illustrerede ofte med skitser af monumenter og transskriberede inskriptioner.
- Cyriacus' rejser
- Fra Ancona til Grækenland
- Ancona: Trajans Bue (Domenichino)
- En giraf - tegning af Cyriacus
- Parthenon - tegning af Cyriacus

## Værker
- Itinerarium (Kyriaci Anconitani Itinerarium)[3]
- Commentaria (Antiquarium rerum commentaria)[4]
- Epigrammata reperta per Illyricum a Kyriaco Anconitano [5]
- Epistolario[6]

### Dansk
- Hanne Tommerup: Cyriacus fra Ancona, hans tredje Peloponnes-rejse 1447-48, 1983

### Fransk
- Jean Colin: Cyriaque d'Ancône : le voyageur, le marchand, l'humaniste, Paris, Maloire, 1981. ISBN 2-224-00683-7
- Carel Claudius van Essen: Cyriaque d'Ancône en Egypte, Noord-Hollandsche Uitg. Mij., 1958

### Engelsk
- Edward W. Bodnár: Cyriacus of Ancona and Athens, Latomus, 1960.
- Edward W. Bodnar: Charles Mitchell (Hrsg.): Cyriacus of Ancona’s journeys in the Propontis and the Northern Aegean, 1444–1445. American Philosophical Society, Philadelphia 1976. ISBN 0-87169-112-4.
- Edward W. Bodnar, Clive Foss (Hrsg.): Cyriac of Ancona: Later travels. Harvard University Press, Cambridge, MA 2003. ISBN 0-674-00758-1.

### Italiensk
- Christian Hülsen: La Roma antica di Ciriaco d'Ancona, E. Loescher (W. Regenberg), 1907
- Giuseppe A. Possedoni (redigeret af): Ciriaco d'Ancona e il suo tempo. Ancona, Canonici, 2002.
- Gianfranco Paci: Ciriaco d'Ancona e la cultura antiquaria dell'Umanesimo. Atti del convegno internazionale di studio, Ancona, 6–9 febbraio 1992. Diabasis, Reggio Emilia 1998. ISBN 88-8103-031-4.